# سوردلوف، ارمنستان
سوردلوف (به ارمنی: Սվերդլով) یک روستا در ارمنستان است که در استان لوری واقع شده‌است.  در  کیلومتری شمال وانادزور، مرکز استان لوری واقع شده است.

## خصوصیات
سوردلوف ۲۸٬۷۳ کیلومترمربع مساحت و ۱٬۰۲۰ نفر 
جمعیت دارد و در ارتفاع  متر بالاتر از سطح دریا قرار گرفته است.